# Ockragult nejlikfly
Ockragult nejlikfly (Hadena irregularis) är en fjärilsart som beskrevs av Hüfnagel 1767. Ockragult nejlikfly ingår i släktet Hadena och familjen nattflyn. Enligt den svenska rödlistan är arten nära hotad i Sverige. Arten förekommer på Gotland och Öland samt tillfälligtvis även i Götaland. Artens livsmiljö är jordbrukslandskap, stadsmiljö. Inga underarter finns listade i Catalogue of Life.

## Bildgalleri

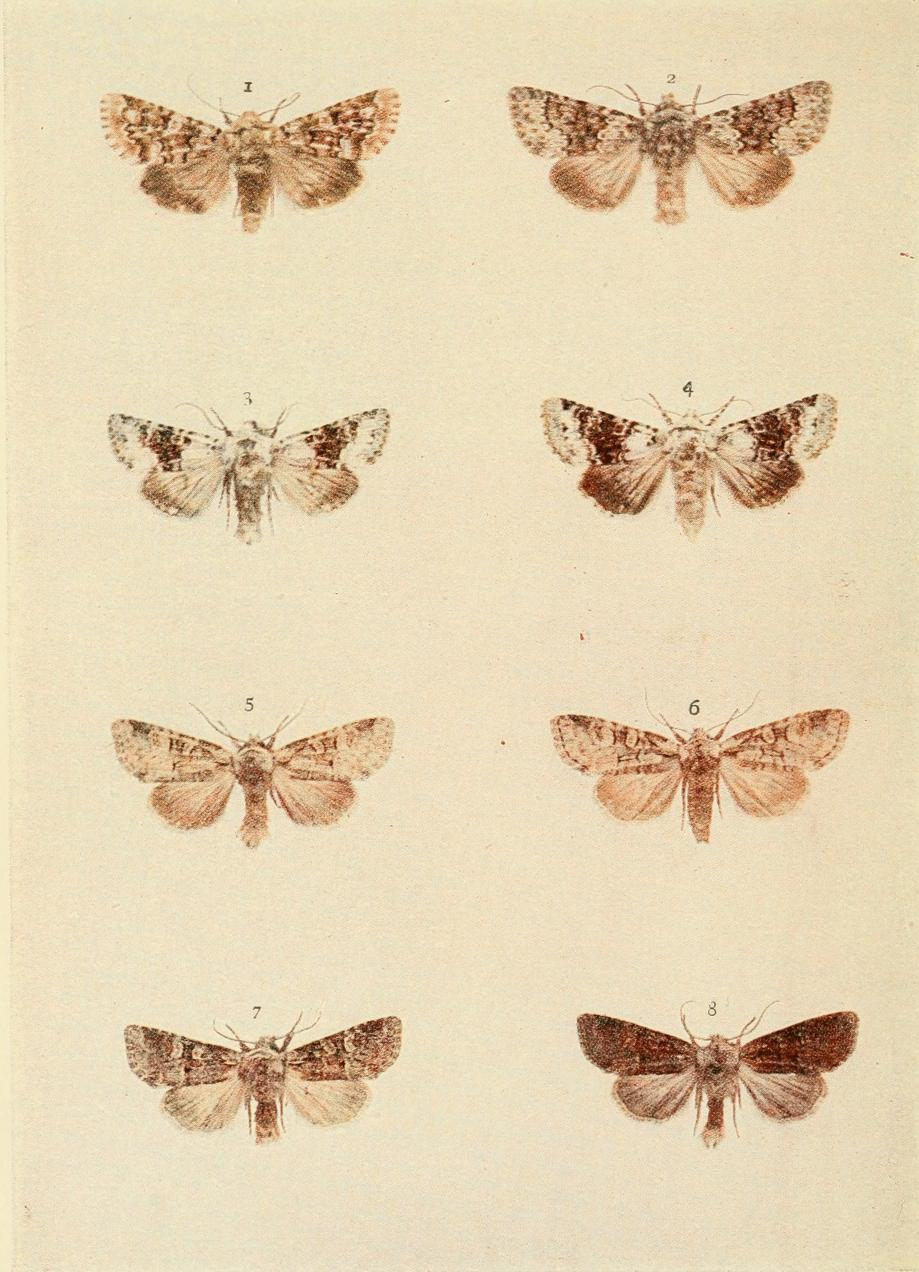